# Саура (футбольный клуб)
«Саура» (араб. الشبيبة الرياضية للساورة‎) — алжирский футбольный клуб. Базируется в Меридье, домашние матчи проводит на стадионе «20 августа 1955» в Бешаре. Клуб был основан в сентябре 2008 года, в настоящее время выступает в алжиркой Лиге 1.

## История
В сезоне 2009/2010 клуб выиграл лигу ABS. Перед этим «Саура» выиграла в региональной лиге Бешара. В сезоне 2010/2011 клуб занял первое место в чемпионате среди любителей и получил право выступать во второй алжирской лиге.
В следующем сезоне «Саура» заняла второе место во второй лиге и вышла в главную лигу страны. Дважды, в сезонах 2015/2016 и 2017/2018, «Саура» становилась серебряным призёром чемпионата Алжира.

## Достижения
- Серебряный призёр Лига 1 (2): 2015/2016, 2017/2018
- Серебряный призёр Лиги 2: 2011/2012
- Чемпион Алжира среди любителей: 2010/2011
- Победитель Лиги ABS: 2009/2010
- Победитель Лиги Бешара: 2008/2009